# Sabine Wehr-Hasler
Sabine Wehr-Hasler, geborene Wehr, (* 8. Juli 1967 in Offenbach am Main) ist eine ehemalige deutsche Snowboarderin in der Disziplin Halfpipe.
Sabine Wehr-Hasler lebt in Marstetten und war für das Team T-Mobile aktiv. Zunächst war sie in Wettbewerben der International Snowboarding Federation aktiv. Hier war ihr größter Erfolg der Gewinn der Bronzemedaille hinter Satu Jarvela und Cara-Beth Burnside bei den Weltmeisterschaften 1997 in Heavenly. Danach wechselte sie zur Fédération Internationale de Ski, nur über FIS-Wettbewerbe konnte man sich für die erstmals 1998 ausgetragenen Snowboard-Wettbewerbe bei Olympischen Winterspielen qualifizieren. Hier gab sie ihr Debüt bei den Weltmeisterschaften 1997 in Innichen und gewann hinter Anita Schwaller und Christel Thoresen die Bronzemedaille. Somit gewann sie bei beiden Weltmeisterschaften des Jahres die Bronzemedaille. Seit der Saison 1997/98 startete sie regelmäßig im Snowboard-Weltcup. Schon in ihrer ersten Saison konnte Wehr in Innichen hinter Anna Hellman als Zweitplatzierte erstmals das Podium erreichen. Höhepunkt der Saison wurden die Olympischen Winterspiele 1998 in Sapporo, bei denen sie 15. wurde. Im Dezember 1998 bestritt sie auch ein Weltcup-Rennen im Snowboardcross, bei dem sie in Whistler  30. wurde. Auch bei den Weltmeisterschaften 1999 in Berchtesgaden startete sie im Snowboardcross und wurde 22., in der Halfpipe Sechster. 2000 gewann Wehr in Berchtesgaden ihren ersten Weltcup, bis 2001 folgten drei weitere Siege. Insgesamt belegte sie 19 mal Podiumsplatzierungen. Weltmeisterschaften in Madonna di Campiglio wurde sie Zehnte. Letztes Großereignis wurden die Olympischen Winterspiele 2002 von Salt Lake City, bei denen sie 14. wurde. Nach der Saison beendete sie ihre Karriere.